# 型式学的研究法

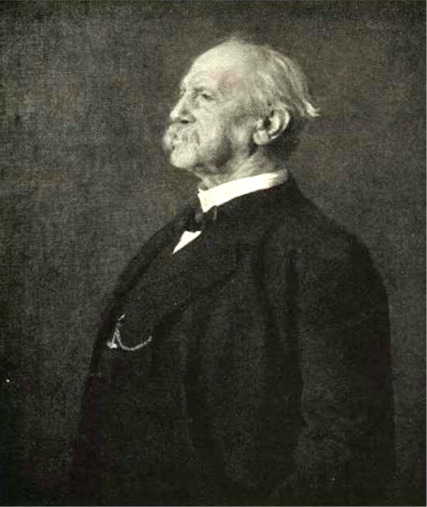
オスカル・モンテリウス（1913年撮影）

型式学的研究法（けいしきがくてきけんきゅうほう、英語: typological　method）とは、考古学における研究法のひとつである。
考古資料とくに遺物の形態・材料・技法・装飾などの諸特徴によって分類された型式（type）を、年代的な変遷をたどり、地域的な相互比較をおこなって、その遺物（型式）の時間的ないし分布上の位置関係、さらに型式相互の関係性を明らかにしていく研究の方法であり、単に型式学（typology）ともいわれる。
この方法は、19世紀後半にスウェーデンの考古学者オスカル・モンテリウス（1843年-1921年）らによって、北欧の青銅器文化の研究などをもとに提唱されたのち、急速に世界的に普及していったが、これについて、スウェーデンの考古学者ニルス・オーベリは、「先史考古学は、この研究法の確立によってはじめて科学になった」との評価をくだしている。

## 概要
発掘調査などによって生ずる遺物や遺構、遺跡を主要な研究対象とする考古学においては、考古資料（遺物、遺構および遺跡）を分類し、それらに時間的・空間的に正確な秩序をあたえることが研究の基本的な手立てとなる。検出される考古資料は膨大な数量におよぶが、個々の資料には相互に同質的な部分と異質の要素があり、それをさぐりだし、検討を加えることによって、これらの人工物をつくり、それを残した人間活動のありようとその時間的・空間的な広がりを推しはかる必要がある。それゆえ、さまざまな人工物を時間的・空間的に位置づけ、その資料化をはかる型式学的研究法は、考古学における基本的な方法論のひとつとして重要である。

### 型式学の提唱
この方法は、19世紀中葉にイギリスの生物学者チャールズ・ダーウィン（1809年-1882年）が唱えた進化論から強い影響を受けて生まれた。英国考古学の先がけとなったジョン・エヴァンス（1823年-1908年） やen陸軍大将（1827年–1900年）は、人類の文化もまた動物や植物の種と同様、進化を遂げていると考え、遺物の形態的進化の図式を考えた。
遺物の時間的な先後関係や相対年代判定のための方法としての型式学的研究法は、スウェーデンの考古学者オスカル・モンテリウスとその同僚ハンス・ヒルデブラントによって、1870年代に相次いで発表された。
それにしても、人はものを作るときに進化の法則におかれ、その法則に支配されるがままになっていることは、驚くべきことである。思うがままの形を作ることができないほど人間の自由は制限されているのだろうか。
モンテリウスはこのように述べて、人間は、何の制約もなく、勝手気ままにモノを作りだすことは不可能であり、その作品は製作者のおかれている技術的・社会的諸条件から何らかの制約を受け、一定の発展の法則（遺伝・変異・選択）にしたがって変化するという認識を示した。

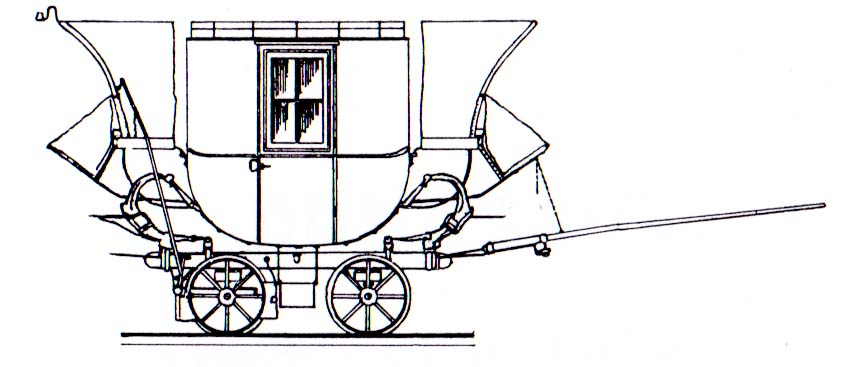
【図A】チェスケー・ブジェヨヴィツェとリンツを結ぶ馬車鉄道（1825年-1857年）の1等客車
----初期の蒸気機関による鉄道客車によく似ている。

1863年にストックホルムのスウェーデン国立歴史博物館に職を得たモンテリウスは、ヨーロッパ各地の博物館の収集品を見てまわるうち、遺物の形態差や装飾の違い、そしてまた、それらが生物が進化するように時系列に沿って変化していることに気づいた。いわば、人工物がまるで生物の種のように進化していることを「発見」したのである。そして、ヨーロッパの考古学界が、従来重大な関心をはらってきた人類学の領域、あるいは旧石器時代に対してよりも、新石器時代以降に関心を向けつつあったとき、言い換えれば、その関心が進化論的な図式よりも各国の国民史に移ろうとしたときに、遺物の形態進化に目を向け、考古学における型式学的研究法の採用を方向づけたのである。

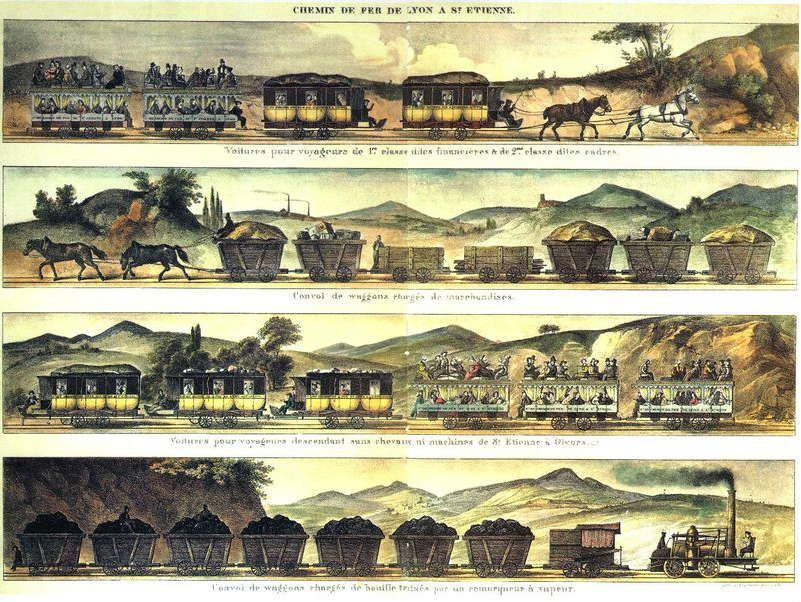
【図B】リヨンとサン＝テティエンヌ間の蒸気鉄道（1830年代）
----上2つは鉄道馬車、下が蒸気機関車。蒸気鉄道の時代になっても、客車は、1両のうえに個室が3室設けられ、屋根には荷物台があり、2等客車では屋根に人も乗っている。

モンテリウスは、産業革命を経て技術革新の著しい19世紀後半のヨーロッパにあっても、上述の諸条件からの制約が確認できるとして、鉄道客車の形態の例をあげている。1825年に開業した、蒸気機関による世界最初の公共鉄道であるストックトン・アンド・ダーリントン鉄道で用いられた客車は、屋根には荷物台が、車両の前後には御者と従者の乗る台があり、中央側面にドアがついて、窓は車体の輪郭とパラレルな曲線をもつなど、鉄道客車に先行する駅馬車のスタイルにきわめてよく似た形態をもっていた（【図A】参照）。蒸気機関車は従来の輸送機関に比較してはるかに高速で大量の移動が可能なため、きわめて早い段階において、1つの台車のうえに複数の個室をのせた客車が登場するが、それでも、その初期においては、客車胴部がふくらむ傾向がみられ、屋根の上に貨物台が残るなど前代の馬車鉄道の諸要素を引きついでいる。つまり、鉄道車両といった近代産業の産物でさえ、意外にも過去の規制が強くはたらいていることが認められるのである（【図B】参照）。モンテリウスは、いわば進化論における生物の痕跡器官に相当するものが、技術史においても確認できるとして、技術が未開発で選択の範囲の少なかった時代にあってはいっそう前代からの影響が強くのこったであろうと考え、年代変化の系統的把握の可能性を唱えたのだった。

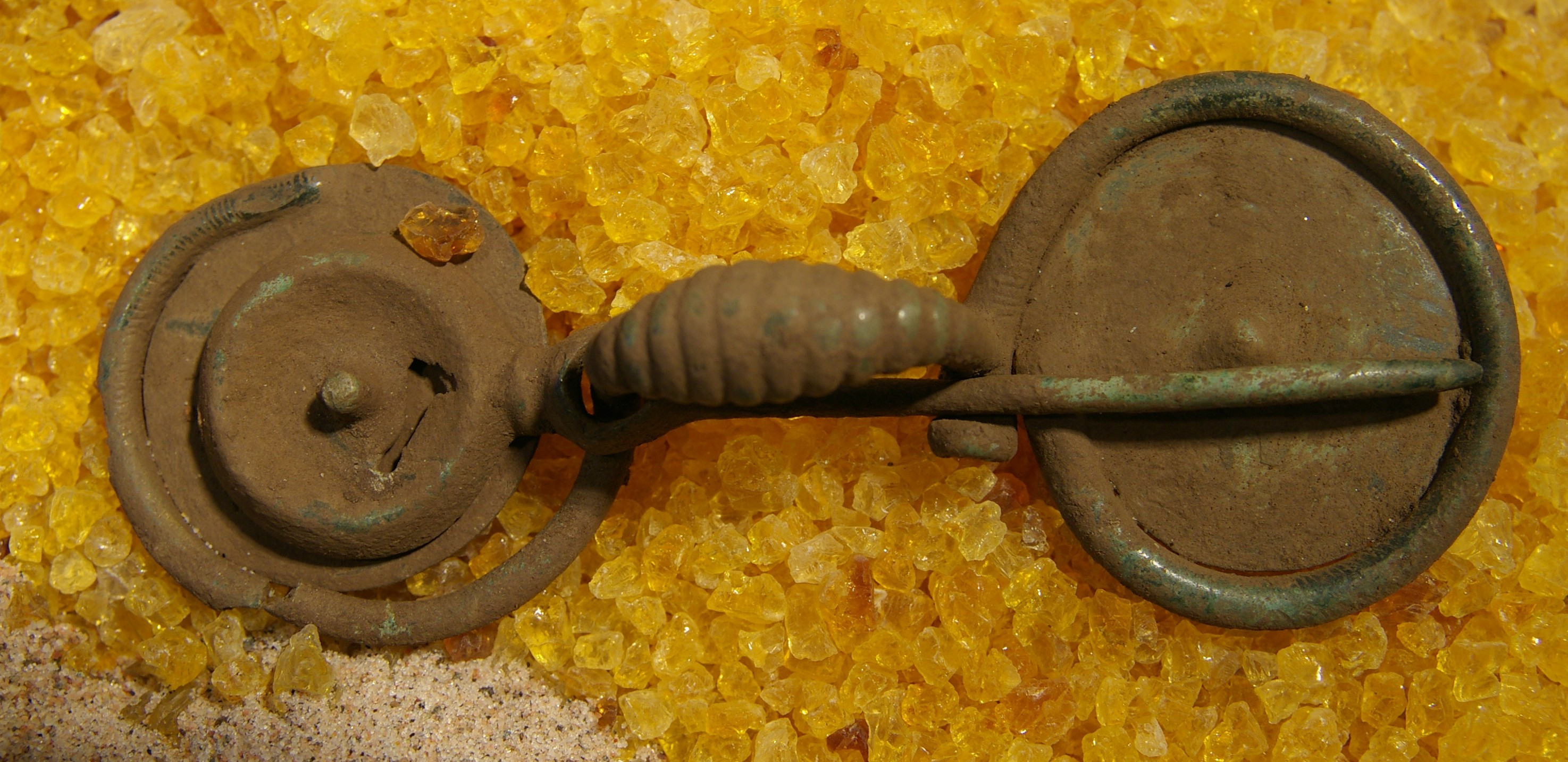
青銅器時代の北欧の留め針（フィブラ）
----モンテリウスの編年によればIII期に属する留め針である。

モンテリウスは、系統的な変化の法則を、考古資料の入念な観察を通じて具体的なかたちで示し、遺物を年代順あるいは発展順に並べる方法を完成した。すなわち、北ヨーロッパの青銅器文化における留め針の事例をはじめとして、ヨーロッパからオリエントにおける各種の遺物について、その形態・装飾・製作技術などを比較検討し、その変化をたどることによって、多くの遺物の系譜を明らかにしていった。
たとえば留め針は、本来はまったく用途の異なる針金具と弓形金具とを組み合わせたものとして青銅器時代に出現した。それが新しく留め針としての役割をあたえられると、その用途に即したかたちで形態変化が生じていくと考えられる。つまり、その用途・役割にとって直接必要でない要素（痕跡）は徐々に消失していき、継続して使用されるうち、ただ単に「留める」という用途から「見せる」という用途の発生により装飾化が進むなどの形態変化が生じたと考えられるのである。モンテリウスは、こうして北欧の留め針編年を4期に分けた。また、このようにして明らかにしていった遺物の系譜を、「型式の組列（セーリエ）」と称した。ただし、モンテリウスにとって、この型式の組列の編成は、あくまでも仮説の提示作業だったのであり、彼は同時に、それを別の方法で検証する必要があるとも述べている。
モンテリウスはまた、遺物の形態変化ばかりではなく、各段階において決まった遺物の組み合わせがあるとし、これを「一括遺物」（「まったく同時に埋められたとみなすべき状況で発見されたひとまとまりの遺物」）と称した。そして、型式の組列という作業仮説の検証にとって重視すべきなのは「一括遺物」の検討、すなわち、そこにある2つ以上の遺物がどのように共存しているかの検討だと唱えた。たとえば斧A～Eと、剣A～Fについて、その出土状況を調べ、共伴関係を検討した結果、以下のような「型式の組列」が編まれたとする。
| 斧 | A | B | C | D | E |
| 剣 | A | B | C | D | E |

| 斧 | - | A | - | B | C | D |
| 剣 | A | B | C | D | E | F |

| 斧 | - | B | A | E | D | C |
| 剣 | A | B | C | D | E | F |

「型式の組列」が(a)であったり、(b)であったりした場合は、「組列」相互に平行関係が認められることから、これらの型式の組列は正しいことになるが、(c)のような逆転した共存関係が認められる場合には、型式の組列の正しさは検証されないこととなり、再検討に付される必要がある。
「型式の組列」のもうひとつの検証方法としてモンテリウスが掲げたのは、地質学を応用した、遺跡におけるの層位の確認である（層位学的研究法）。遺跡における上下の層の時間的な堆積の順序（層序）を明瞭に認識し、型式の組列が層位的な上下の順序で確認されれば、その仮説の正しさが検証されたことになる。
モンテリウスは、このように、「型式の組列」を、
1. 型式の痕跡器官の確認
2. 一括遺物の検討
3. 遺跡における層位の確認

という3方法で検証することによって、各地域のそれぞれの考古資料の時間的順序に秩序をあたえ、相対年代（相対編年）の確立をはかった。そして、実際にこの手法を厳密に適用することによって、デンマークのクリスチャン・トムセン（1788年-1865年）。の三時代区分法（石器時代・青銅器時代・鉄器時代）におけるような大きな時間幅ではなく、より細かな時間単位に遺物を区分できることに思いいたった。彼は、1880年代には、精力的な遺物観察と出土状況に関する厳格な検討によって、ヨーロッパの青銅器時代を6期に、続いて新石器時代を4期に、鉄器時代を10期にそれぞれ細分している。
モンテリウスの研究方法は「モンテリウス考古学」と称され、考古学研究に科学的基礎を与える画期的なものとなった。これによって、現代につながる考古学独自の方法論的基礎が確立し、そのいっぽうで初めて文献史学との方法論的区分が可能となり、独立した学問領域をもつことができるようになった。「モンテリウス考古学」の影響は時代と地域をこえて、きわめて大きく、1903年には、その方法がモンテリウス自身によって、『オリエントとヨーロッパにおける古代文明期』の第1巻「研究法」としてまとめられた。同書は1932年、浜田耕作の翻訳によって『考古学研究法』として紹介され、以後、型式学的研究法が体系的に導入されて日本考古学研究の基礎的方法論のひとつとなった。弥生土器や縄文土器の編年研究は、そのもっとも顕著な成果として知られるが、特に後者においては層位学的研究法が多く援用されている。山内清男によって体系が整備された縄文土器の「型式」編年は、世界の先史土器研究における、きわめて精緻な一例といえるものである。なお、藤本強は、モンテリウスの型式学は、次代の伝播主義的傾向のひとつの原点になったことを指摘しており、その意味では、進化論に着想を得ながら進化論批判の立場を準備する方法論であったといえる。

### 型式学の方法と問題点
人間が「モノをつくる」という営みは、自身の帰属する社会からの要求にもとづいているため、人工物はその社会において容認された一定の共通性を有しており、それは、ある一定の方向性をもって変化するというのが、古典的な型式学的研究法の前提となる。つまり、同時代の同集団に属する人間がつくったモノは、多少の変異をともないながらも、それぞれ互いに似た形態をしていると考えるのであり、よって適当な基準を選びながら、遺物や遺構の分類を積み重ねていくと、最終的には、同時代の同集団でつくられた、形を同じくモノの一群を他から区別することができる。この一群のモノから抽象されるところの特徴が「型式」である。あるいは、「型式」は、そうした特徴によって分類ないし統合されるときの単位であるといってもよい。
1. 型式学的研究法は、まず第一に、資料を丹念に観察し、その特徴を読み取ることからはじまる[3][19]。その特徴は、分類要素としても用いることが可能である。複数の資料を観察し、共通する特徴、たがいに異質な特徴を見つけ出し、いくつかの分類要素を組み合わせることで分類をつくっていく。要素の組み合わせは、研究者が重要だと考える要素を軸にしておこなうが、このとき何を重要とするのかについては、何を目的にした分類なのかで異なってくる[19]。要素の組み合わせによりできた分類・統合の単位が「型式」であり、どのような規範によって道具が製作されたのかを説明するための分類では、生産の規範を反映したものが「型式」となり、資料同士の同質性や共通性が確認されれば、同じ規範で製作されたモノと考えられる[17]。ただし、「他人の空似」ということもあるので注意が必要である。また、製作の規範が形態よりも機能にかかわる箇所に適用される場合があるので、これにも留意しなければならない[19]。
2. 第二に、設定した型式相互の関係性を検討し、同系統と考えられる型式について、年代の先後関係をなすように並べていかなくてはならない。先後関係は、特徴の出現と消滅、簡略化などを根拠にして構成していく。先後関係に沿って並べられた型式群が上述した「組列」である。「型式の組列」すなわち型式相互の関係性を叙述することで、モノの形態等の変遷を説明することができる[19]。
3. 最後には、多様な堆積土のそれぞれについて、その諸性質（土色・粒度・粘度など）を見分け、それによって認識できる土層（地層）や共伴して出土した他の資料を用いて、設定した「型式の組列」の正しさを検証する必要がある。土層は特殊な状況をのぞいて「地層累重の法則」が適用でき、出土層位から先後関係が判定できる（層位学的研究法）。組列がすでに検証され、先後関係や所属時期のわかる他の資料からも相対年代が検討に供される[19]。
4. このようにして一地域の相対編年が確立されれば、次に隣接地域の考古資料との時間的関係が問題になる。そこでは、ここまでの型式学的研究で原則として扱わなかった一括遺物のなかに混入した他地域からの搬入品をむしろ積極的に取り上げる必要がある。異なった地域の編年をたがいに結びつける方法に交差年代決定法がある[3]。

カメラや自動車などの変遷においても、新しい型式は、古い型式を基礎として生み出されることがほとんどであり、その前提に立てば形態の比較によって型式の先後関係を判定することが可能である。ただし、型式学的研究法では、たとえば壺と斧などのような異種間の年代関係を把握するのは困難であり、モンテリウス自身も提唱した「一括遺物」の検討や層位学的研究法による検証が不可欠である。
また、型式学的研究法によって、時間の経過やその広がりが明白になったとしても、その変化の要因を直接明らかにしたわけではない。型式変化を、その背景において追究する多目的な研究視点とその整備が求められる。
さらに、遺伝・変異・選択という普遍的ダーウィニズムをあらゆる現象の説明に適用することに対する批判も根強く存在している。考古学者からは無論、考古学者以外からも、文化や社会の進化は、ランダムな変異を主張するダーウィン的な発想よりも目的追求型の進化論を説いたジャン＝バティスト・ラマルクの考え方に親和性を有するという見解や、人工物における「選択」の基準はあくまで人間にあるのだから、生物におけるような安定的な「クラス」を持たず、そこでは必ずしも「系統」は定まらないと主張し、人工物進化と生物進化を同列に考えることは不可能であるとする見解がある 。
現在、型式学的研究法に対する厳しい批判があるいっぽう、型式を極限にまで細分して研究を推進する傾向も強い。型式学的研究法に対する批判には、当初それが仮説の提示作業として案出されたことに対する無理解や誤解にもとづくものも少なくないが、モンテリウスは同時代の幅を20年ないし30年というスパンで考え、一地域を今日のヨーロッパの国を基礎として把握していた。この段階の研究法のままでは、文化や生業、社会や精神生活など複雑多岐にわたって設定されている現在の考古学の研究目標を達成するうえで不十分な点が現れるのも無理はない。型式学は遺物それ自体から当時の文化的・社会的特質を解明しうる研究法として依然基本的で重要なものである。しかし、新たな研究目標に十分対応できるような型式学的研究法をつねに鍛えていかなくてはならないこともまた確かなのである。
なお、型式学的研究法が論ぜられるとき、型式のほかに「形式」、「様式」、「相」、「インダストリー」、「コンプレックス」など類似の諸概念が用いられることがあるが、これらは多少なりとも異なった意義を有し、また、相互に関連しあっている。そのいっぽうでは、これら諸概念の用法においては多少の混乱もみられる。したがって、今後はその方法論的な整理と体系化が必要である。

### 数学・系統学的手法の採用
1960年代に入ると、統計学的手法と表形分類学（数量分類学）の発達によって、型式学の構築に数学的手法（クラスター解析、主成分分析、因子分析、コレスポンデンス分析（対応分析）をふくむ）が用いられるようになった。1990年代以降は、分岐学から借用した系統学的手法も借用するようになっている。